# قد الحروف (ألبوم)
قد الحروف: هو ألبوم للفنانة السورية أصالة نصري، تم إصداره عام 2003.

## قائمة الأغاني
| العنوان          | كلمات                  | ألحان           | توزيع           | المدة |
| ---------------- | ---------------------- | --------------- | --------------- | ----- |
| قد الحروف        | عبد الرحمن بن مساعد    | عبادي الجوهر    | أمير عبد المجيد | 13:36 |
| تصور             | رضا أمين               | صلاح الشرنوبي   | محمد مصطفى      | 5:04  |
| عايز الحق        | أمير اسماعيل           | عمرو مصطفى      | حميد الشاعري    | 3:02  |
| ضميرك صحي        | فوزي إبراهيم           | صلاح الشرنوبي   | محمد عرام       | 4:07  |
| مشيت سنين        | الناصر (خالد بن محفوظ) | يعقوب الخبيزي   | عمر عبدالعزيز   | 6:00  |
| مالي             | خالد منير              | أحمد سعد        | محمد مصطفى      | 4:37  |
| اعتز بك          | الناصر (خالد بن محفوظ) | يعقوب الخبيزي   | عمر عبدالعزيز   | 7:17  |
| خلي الطابق مستور | عصام جنيد              | إلياس كرم       | رجاء الريس      | 4:05  |
| لون عمري         | وائل هلال              | محمد ضياء الدين | محمد ضياء الدين | 2:45  |
| عاشت الأسامي     | سعود الشربتلي          | محمد ضياء الدين | محمد ضياء الدين | 4:02  |